# Quân đoàn I (Đế quốc Đức)

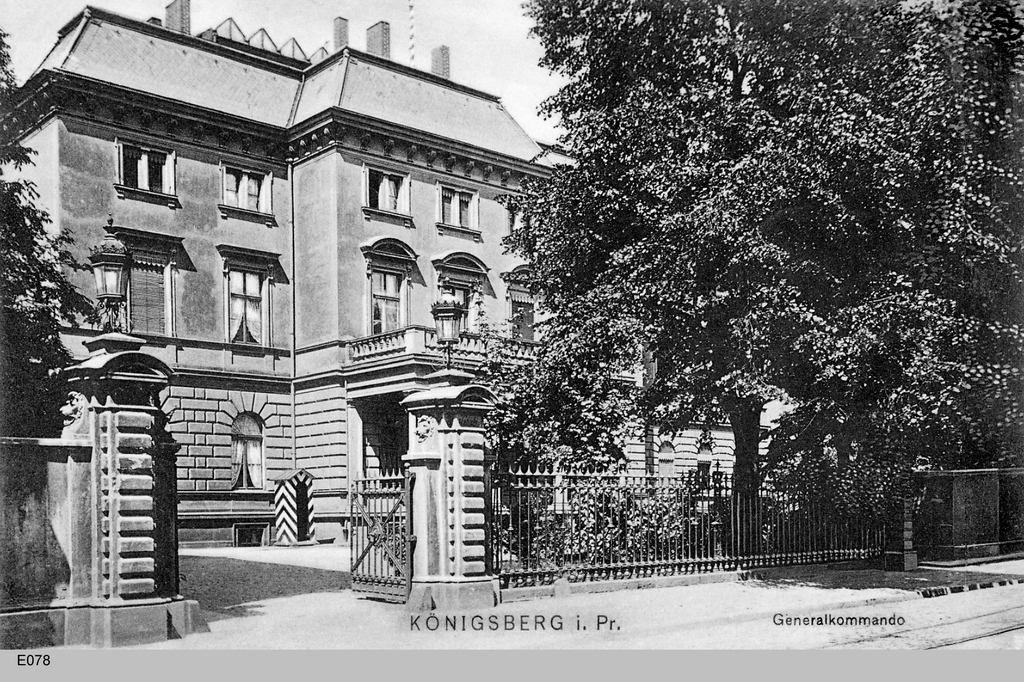
Trụ sở chính của Quân đoàn I ở Königsberg

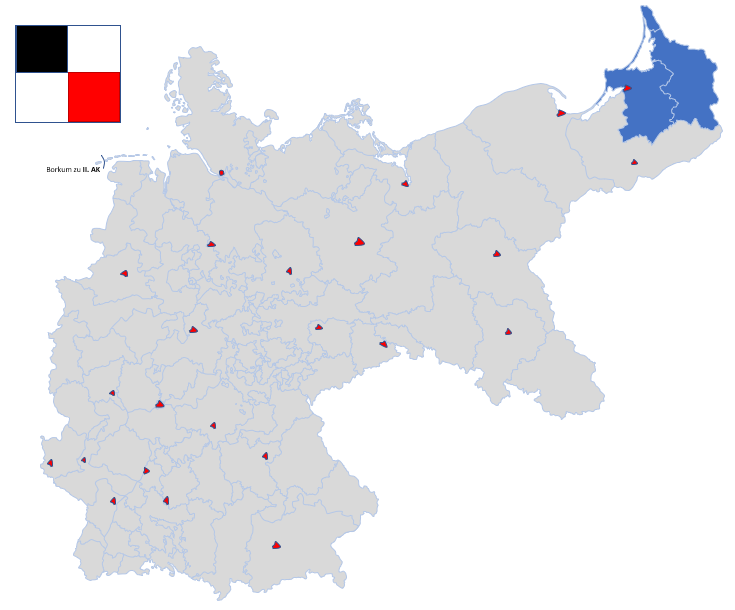
Quân đoàn 1 trong Đế quốc Đức, trước Thế chiến thứ nhất

Quân đoàn I (Tiếng Đức: I. Armee-Korps / I AK) là một đơn vị cấp quân đoàn của Phổ và sau đó là Lục quân Đế quốc Đức từ thế kỷ 19 đến Chiến tranh thế giới thứ nhất.
Nó được thành lập với trụ sở chính tại Königsberg (nay là Kaliningrad, Nga). Ban đầu, khu vực quản lý của Quân đoàn bao gồm toàn bộ Tỉnh Đông Phổ, nhưng từ ngày 1 tháng 10 năm 1912, phần phía nam của tỉnh được chuyển giao cho Quân đoàn XX mới được thành lập.
Trong thời bình, Quân đoàn được giao cho Thanh tra quân đội I trở thành Tập đoàn quân số 8 khi Chiến tranh thế giới thứ nhất bắt đầu. Quân đoàn vẫn tồn tại vào cuối chiến tranh và bị giải thể cùng với sự giải ngũ của Quân đội Đức sau Thế chiến thứ nhất.
Sau Chiến tranh thế giới thứ nhất, chỉ có Sư Đoàn 1 của Quân đoàn I còn lại của Reichswehr. Năm 1934, Quân đoàn I được thành lập.

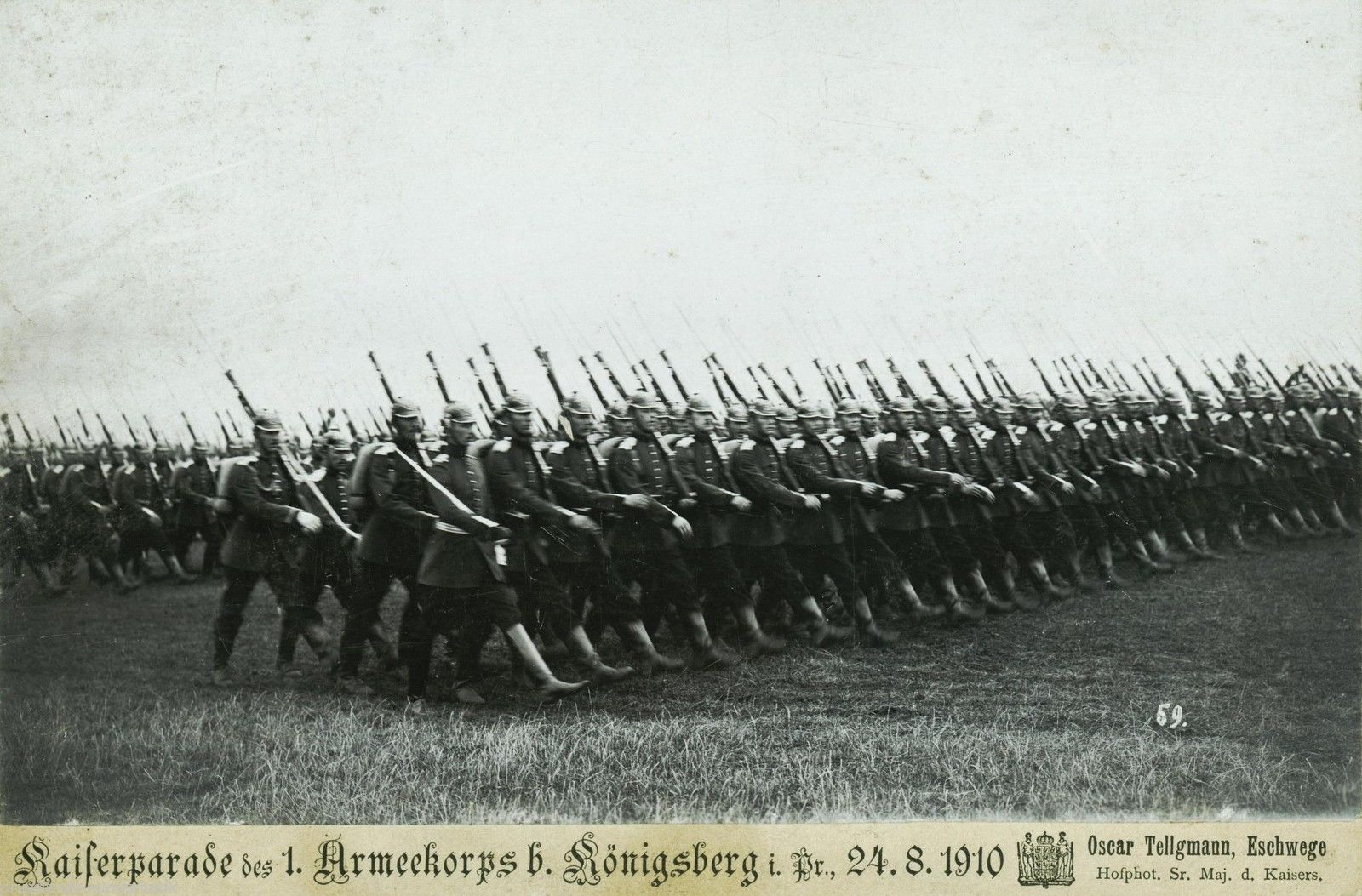
Các binh sĩ của Quân đoàn I trong cuộc duyệt binh năm 1910

## Biên chế

### Biên chế trong thời bình
Hình thành vào năm 1820, Quân đoàn I chỉ huy Sư đoàn 1 và Sư đoàn 2. Quân đoàn I có thêm sự tham gia của Sư đoàn 37 khi nó được thành lập vào ngày 1 tháng 4 năm 1899. Sư đoàn bộ binh số 37 được chuyển cho Quân đoàn XX khi nó được hình thành vào ngày 1 tháng 10 năm 1912.
Trong thời bình Quân đội Đức có 25 Quân đoàn (21 quân đoàn vệ binh, 3 quân đoàn Bavaria) có một tổ chức hợp lý được tiêu chuẩn hóa. Mỗi quân đoàn bao gồm hai sư đoàn với thường biên chế thành hai lữ đoàn bộ binh, một lữ đoàn pháo dã chiến và một lữ đoàn kỵ binh. Mỗi lữ đoàn thường biên chế thành hai trung đoàn, vì vậy mỗi Quân đoàn thường chỉ huy 8 trung đoàn bộ binh, 4 pháo dã chiến và 4 trung đoàn kỵ binh. Có những ngoại lệ cho quy tắc này:
Quân đoàn V, VI, VII, IX và XIV từng có 5 lữ đoàn bộ binh (chia thành 10 trung đoàn bộ binh)
II, XIII, XVIII và XXI có 9 trung đoàn bộ binh
Quân đoàn I, VI và XVI có 3 lữ đoàn kỵ binh (chia thành 6 trung đoàn kỵ binh)
Quân đoàn Vệ binh có 11 trung đoàn bộ binh (trong 5 lữ đoàn) và 8 trung đoàn kỵ binh (trong 4 lữ đoàn).
Mỗi Quân đoàn cũng trực tiếp kiểm soát một số đơn vị khác. Điều này có thể bao gồm một hoặc nhiều
Trung đoàn pháo binh dã chiến
Tiểu đoàn Jäger
Tiểu đoàn công binh
Tiểu đoàn vận tải

### Chiến tranh thế giới thứ nhất
Được tổng động viên vào ngày 2 tháng 8 năm 1914, Quân đoàn I được tái cơ cấu chỉ huy Sư đoàn 1, 2 và Lữ đoàn kỵ binh được rút một phần của Sư đoàn kỵ binh số 1  và Lữ đoàn kỵ binh số 43 bị chia nhỏ và các trung đoàn của nó được giao cho các sư đoàn làm đơn vị trinh sát. Các Sư đoàn tiếp nhận các đại đội công binh và các đơn vị yểm trợ khác từ sở chỉ huy Quân đoàn. Tóm lại, Quân đoàn I huy động được 24 tiểu đoàn bộ binh, 8 đại đội súng máy (48 khẩu đại liên), 8 đại đội kỵ binh, 24 khẩu đội pháo dã chiến (144 khẩu), 4 khẩu đội pháo hạng nặng (16 khẩu), 3 đại đội công binh và một biệt đội không quân.

### Tham chiến
Quân đoàn I được giao cho Tập đoàn quân số 8 để bảo vệ Đông Phổ, trong khi phần còn lại của Quân đội thực hiện cuộc tấn công theo Kế hoạch Schlieffen vào tháng 8 năm 1914. Nó đã tham gia tại các trận Stallupönen, Gumbinnen và Tannenberg, và Trận hồ Masurian lần thứ nhất.